# Digidogheadlock
Digidogheadlock è l'ottavo album dei The Mad Capsule Markets, ed è il primo con TORUxxx, dopo la dipartita di Ai Ishigaki. Quest'album ha suscitato l'interesse di Alec Empire, frontman degli Atari Teenage Riot, che remixerà le canzoni Crash Pow e Creature, e li sceglierà come gruppo spalla per i tour. È il secondo album ad essere distribuito negli Stati Uniti, ed è il primo distribuito in Europa.

## Tracce
1. Crash Pow – 3:38
2. Systematic – 4:18
3. What! – 3:10
4. Water – 3:43
5. Have No Fear – 2:45
6. Sickly Bug – 3:21
7. JMP – 3:36
8. 3.31 – 4:28
9. Asphalt-Beach – 3:39
10. Lose It – 4:14
11. Freak Is Born – 1:17
12. Do Justice To Yourself, Do Justice To My Life – 2:20
13. Creature – 4:18
14. Systematic (Audio Active Remix) (EU bonus track)
15. Creature (Alec Empire Mix) (EU bonus track)
16. Crash Pow (Digital Hardcore Mix) (US bonus track)